# Krunoslav Draganović
Krunoslav Stjepan Draganović (* 30. Oktober 1903 in Brčko; † 5. Juli 1983 in Sarajevo, Jugoslawien) war ein römisch-katholischer Priester des Franziskanerordens, Kirchenhistoriker und Ustascha-Funktionär sowie nach dem Zweiten Weltkrieg Fluchthelfer von Kriegsverbrechern.

## Leben
Draganović war während des Zweiten Weltkrieges als „Umsiedlungs“-Beamter des sogenannten Unabhängigen Staates Kroatien (NDH) für die Deportationen von Juden und Serben verantwortlich und ging 1943 nach Rom. Hier agierte er als Sekretär der kroatischen Nationalkirche im Kloster Istituto San Girolamo degli Illirici in der Via Tomacelli nahe der Vatikanstadt. San Girolamo wurde vom Vatikan als kroatische Sektion der Päpstlichen Hilfskommission (PCA) anerkannt und von Draganović für seine Zwecke genutzt.
So konnte Draganović am Ende und nach dem Zweiten Weltkrieg zusammen mit dem österreichischen Bischof Alois Hudal ein durchorganisiertes Fluchthilfeunternehmen („Rattenlinie“ bzw. „Klosterroute“) aufbauen, das von vielen gesuchten Faschisten und Nationalsozialisten, aber auch vom US-amerikanischen Militärgeheimdienst CIC genutzt wurde.
Fast die gesamte Führungsriege des Ustascha-Staates wurde von hier nach Argentinien geschleust (u. a. Ante Pavelić). Klaus Barbie, dem „Schlächter von Lyon“, verschaffte er ein Visum nach Bolivien. Vermutlich wusste der Vatikan um diese Vorgänge, duldete sie jedoch aus seiner Verbundenheit mit dem katholischen kroatischen Regime heraus. Auch der amerikanische CIC arbeitete eng mit Draganović zusammen.
Im Jahr 1967 kehrte Draganović nach Jugoslawien zurück, distanzierte sich von der Ustascha, lobte das Tito-System und lebte als eine Art Internierter bis zu seinem Tod 1983 in einem Kloster in der Nähe von Sarajevo.

## Schriften (Auswahl)

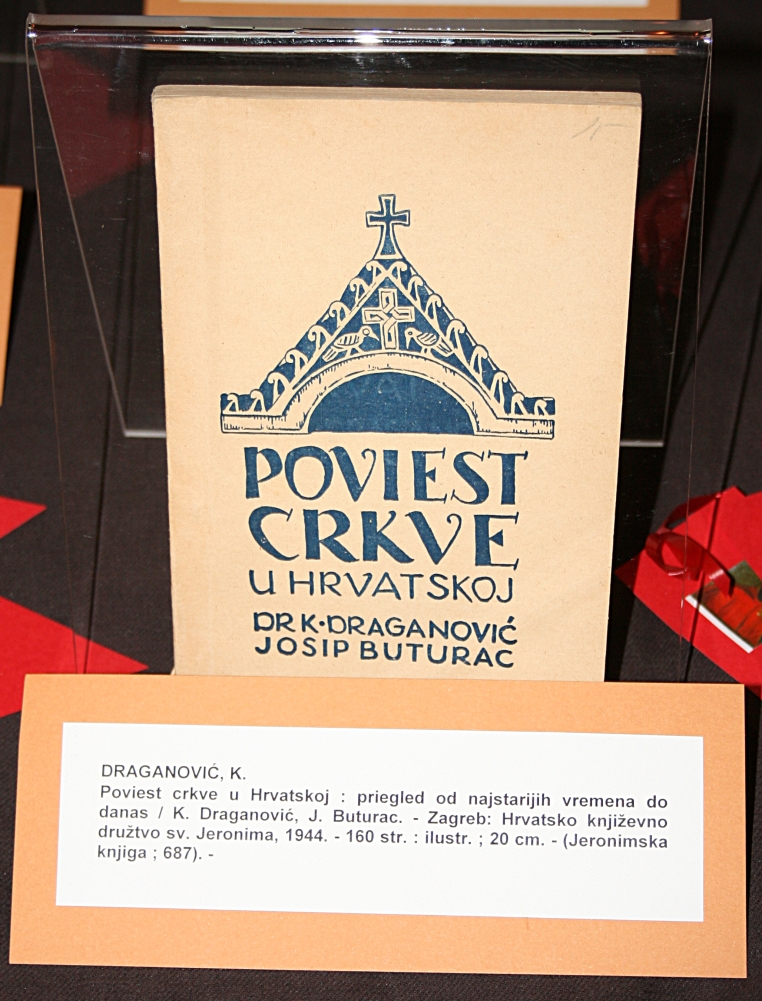
Draganovićs Schrift Poviest crkve u Hrvatskoj (Die Geschichte der Kirche in Kroatien) aus dem Jahr 1944.

- Katolička crkva u Bosni i Hercegovini nekad i danas [Die katholische Kirche in Bosnien und Herzegowina früher und heute]. Zagreb 1934.
- Massenübertritte von Katholiken zur „Orthodoxie“ im kroatischen Sprachgebiet zur Zeit der Türkenherrschaft. (Dissertation). Über die Gründe der Massenübertritte von Katholiken zur „Orthodoxie“ im kroatischen Sprachgebiet. In: Orientalia christiana periodica. Band 3. Pontificium institutum orientalium studiorum, Rom 1937, S. 181–232 u. 550–599 (archive.org [PDF]).
- Hrvati i Herceg-Bosna : Povodom polemike o nacionalnoj pripadnosti Herceg-Bosne. Nova tiskara, 1940 (Pseudonym Hrvoje Bošnjanin).
- Povijest hrvatskih zemalja Bosne i Hercegovine [Die Geschichte der kroatischen Länder Bosnien und Herzegowina]. Hrvatsko kulturno družtvo „Napredak“, Sarajevo 1942 (Neuauflage 1998).
- Katarina Kosača bosanska kraljica (Katarina Kosača, bosnische Königin). Sarajevo 1978.